# نوارماهیان
نَوارماهیان (Cepolidae) نام یکی از خانواده‌های ماهیان است.
این ماهیان بومی کرانه‌های اروپایی اقیانوس اطلس و اقیانوس آرام غربی هستند و در آب‌های نیوزلند نیز زیست می‌کنند.
آن‌ها شیارهایی در بسترهای ماسه‌ای یا گلی دریا می‌کنند و از زوپلانکتون‌ها تغذیه می‌کنند.